# أنديرس مارتنسون
أنديرس مارتنسون (بالسويدية: Anders Mårtensson)‏ هو فارس سويدي، ولد في 17 فبراير 1893 في Södra Sandby ‏ في السويد، وتوفي في 17 يوليو 1973 في خوفدة في السويد.

## وصلات خارجية
- أنديرس مارتنسون على موقع أوليمبيديا (الإنجليزية)
- أنديرس مارتنسون على موقع اللجنة الأولمبية السويدية (السويدية)